# Bokförlaget DN
Bokförlaget DN var ett Bonnierägt bokförlag. Det gav bland annat ut samlingsutgåvor med tecknade serier som publicerats i Dagens Nyheter och årsboksmaterial. 2013 uppgick det i AB Dagens Nyheter.

## Historik
Bokförlaget DN – ibland kallat DN-förlaget – gav under sin levnad bland annat ut material med koppling till Dagens Nyheter. 1991 publicerade man ett seriealbum med Biffen och Bananen, och under 1990-talet tryckte man samlingsalbum med Assar. Dessförinnan hade förlaget givit ut minst ett album med DN-serien.
Det har varit en förlagsgren inom Bonnierägda Forum, och i den rollen hanterade man 2000–2008 utgivningen av årsboken När var hur. Våren 2008 gav man inte ut några böcker, eftersom böckerna hade för dålig försäljning; ägarna skulle därefter titta över de långsiktiga utgivningsplanerna. Bokförlaget DN slogs 2013 samman med AB Dagens Nyheter och avregistrerades sedan.

## Utgivning
Förlaget ägnade sig bland annat av seriealbum. Under 1990-talet gav man ut samlingsvolymerna av Ulf Lundkvists serie Assar, och 2005 publicerade man Lotta Sjöbergs Bebisbekännelser: guide för nybörjarföräldrar.

## Källhänvisningar
1. ↑  "Biffen och Bananen album". Seriesam.com. Läst 11 oktober 2014.
2. 1 2  "När-Var-Hur". NE.se. Läst 7 oktober 2014.
3. ↑  Andersson, Sus (2007-12-06): " DN-förlaget stoppar utgivning".  Svt.se. Läst 7 oktober 2014.
4. ↑  "AB BOKFÖRLAGET DN". Arkiverad 13 oktober 2014 hämtat från the Wayback Machine. Solidinfo.se. Läst 7 oktober 2014.
5. ↑  "Serier utgivna av Bokförlaget DN". Bildobubbla.se. Läst 7 oktober 2014.